# Villandraut
Villandraut är en kommun i departementet Gironde i regionen Nouvelle-Aquitaine i sydvästra Frankrike. Kommunen ligger i kantonen Villandraut som tillhör arrondissementet Langon. År 2022 hade Villandraut 1 140 invånare.

## Befolkningsutveckling
Antalet invånare i kommunen Villandraut
Referens:INSEE